# 室崎琴月
室崎 琴月（むろざき きんげつ、1891年（明治24年）2月20日 - 1977年（昭和52年）3月21日）は、日本の作曲家。本名は清太郎（せいたろう）。童謡「夕日」の作曲者。

## 生涯
- 1891年（明治24年）2月20日、富山県高岡市木舟町の綿糸商室崎清七、ハツの次男として生まれる。
- 1910年（明治43年）富山県立高岡中学校（現県立高岡高等学校）卒業。音楽家を目指して上京する。
- 1913年（大正2年）東京音楽学校（現東京芸術大学音楽学部）本科ピアノ科に入学。作曲を始める。
- 1917年（大正6年）同校卒業。研究科に進み、本格的な作曲活動に入る。私立の「中央音楽学校」を創設。
- 1921年（大正10年）児童雑誌「白鳩」に掲載の葛原しげるの詩「夕日」に感動し作曲。童謡「夕日」が誕生する。
- 1922年（大正11年）絵雑誌「コドモノクニ」の童謡作曲を担当。童謡作曲家として幅広く活躍する。
- 1943年（昭和18年）日本作曲協会名誉大賞を受賞。後も東京芸術大学音楽功労賞・富山県文化賞など多数受賞。
- 1945年（昭和20年）戦災で全てを焼失し帰郷。母校の県立高岡中学校音楽教師として奉職する。
- 1947年（昭和22年）高岡に中央音楽学校分教場を設置。高岡市民合唱団・高岡児童合唱団を組織し、指導する。
- 1953年（昭和28年）現本丸町に独立分校舎完成。高岡婦人合唱団結成。翌年「ぎんぎら会」発足。
- 1968年（昭和43年）東京に中央音楽学院を再建。東京と高岡とで、作曲と音楽教育に精力的に活動する。
- 1977年（昭和52年）3月21日、東京にて永眠。享年86歳。[2]

## 代表的な作品
- 夕日（作詞：葛原しげる） - 日本の歌百選に選定。
- 高岡市民の歌（作詞：藤沢克巳） - 1946年制定。新設合併のため2005年に廃止。